# Confine tra Belgio e Paesi Bassi
Il confine tra Belgio e Paesi Bassi ha una lunghezza di 451 km ed è costituito da 369 cippi frontalieri.

## Caratteristiche
Il confine si trova a nord del Belgio e a sud dei Paesi Bassi.
Inizia sulla costa del Mare del Nord presso la riserva naturale di Zwin e, procedendo in direzione sud-est, termina alla triplice frontiera di Vaalserberg, tra Belgio, Paesi Bassi e Germania.

## Storia
La definizione del confine risale al Trattato di Maastricht del 1843. In quella sede però, il confine tra i cippi 214 e 215 non poté essere stabilito, cosicché i due stati dovettero trovare un accordo per attribuirsi la sovranità su 5.732 parcelle di terreno. Ne risultò un confine molto complesso che divise la città di Baarle tra Baarle-Hertog sotto la sovranità belga e Baarle-Nassau sotto la sovranità olandese.
Il confine è costituito da numerose enclavi, alcune di esse anche di secondo grado. La controversia tra Belgio e Paesi Bassi si è protratta fino al 20 giugno 1959, quando la Corte internazionale di giustizia, investita della controversia, stabilì parcella per parcella a quale paese fosse attribuita la sovranità, risolvendo così il contenzioso fra i due Paesi confinanti.
L'ultima parcella, non assegnata per dimenticanza nel 1959, è stata assegnata nel 1995, chiudendo definitivamente il contenzioso tra Belgio e Paesi Bassi.
Il 28 novembre 2016, una piccola porzione di territorio del comune belga di Visé è stata ceduta ai Paesi Bassi, in cambio di altri piccoli appezzamenti di terreno olandesi. Questa è una penisola fluviale accessibile dai soli Paesi Bassi dove le autorità belghe riuscivano con difficoltà ad entrare. Il territorio, teatro di spaccio di stupefacenti e di altre attività criminali, era di fatto una terra di nessuno, e nel 2013 è stato al centro dell'attenzione per il ritrovamento di un cadavere dalla testa mozzata. Le difficoltà che hanno incontrato le autorità belghe nello svolgimento delle indagini sul caso, le quali dovevano richiedere ogni volta che si recavano sulla penisola uno speciale permesso ai Paesi Bassi, ha fatto maturare la decisione politica della donazione del territorio.